# Mukai Hilir
Mukai Hilir is een bestuurslaag in het regentschap Kerinci van de provincie Jambi, Indonesië. Mukai Hilir telt 1565 inwoners (volkstelling 2010).